# Coniopteryx exigua
Coniopteryx exigua är en insektsart som beskrevs av Withycombe 1925. Coniopteryx exigua ingår i släktet Coniopteryx och familjen vaxsländor. Inga underarter finns listade i Catalogue of Life.